# Kyūshū Hikōki K.K.
La Kyūshū Hikōki K.K. (九州飛行機 Kyūshū Hikōki?) fue una compañía japonesa dedicada a la fabricación de aviones militares durante la Segunda Guerra Mundial. Aunque básicamente fabricaba diseños de otras compañías, es destacable por el radical diseño canard del caza Kyūshū J7W Shinden.
La compañía se creó en Fukuoka bajo el nombre Watanabe Tekkōjo (Fundición Watanabe), empezando a fabricar aviones bajo ese nombre en 1935. En 1943 se separó la división aeronáutica con el nombre Kyūshū Hikōki, mientras que la compañía original fue rebautizada Kyūshū Heiki (Armamentos Kyūshū).
Tras la guerra, la compañía fue nuevamente renombrada, en esta ocasión Watanabe Jidōsha Kōgyō (Industrias del Automóvil Watanabe) pasando a fabricar carrocerías y otras piezas relacionadas con el automóvil. Se disolvió en 2001.

## Lista de modelos
- Watanabe E9W (九六式小型水上偵察機）, código Aliado Slim
- Kyūshū J7W (十八試局地戦闘機「震電」）, Shinden (震電 relámpago sacudidor?)
- Kyūshū K9W (二式陸上基本練習機「紅葉」）, versión bajo licencia del Bücker Bü 131
- Kyūshū K10W (二式陸上中間練習機）, código Aliado Oak
- Kyūshū K11W (機上作業練習機「白菊」） Shiragiku (白菊 crisantemo blanco?)
- Kyūshū Q1W (陸上哨戒機「東海」） Tokai (東海 Mar Oriental?), derivado del Junkers Ju 88, código Aliado Lorna

- Datos: Q2405234